# 特拉纳
特拉纳（義大利語：Trana），是意大利都灵省的一个市镇。总面积16平方公里，人口3846人，人口密度240.4人/平方公里（2009年）。ISTAT代码为001276。